# 马达加斯加起义

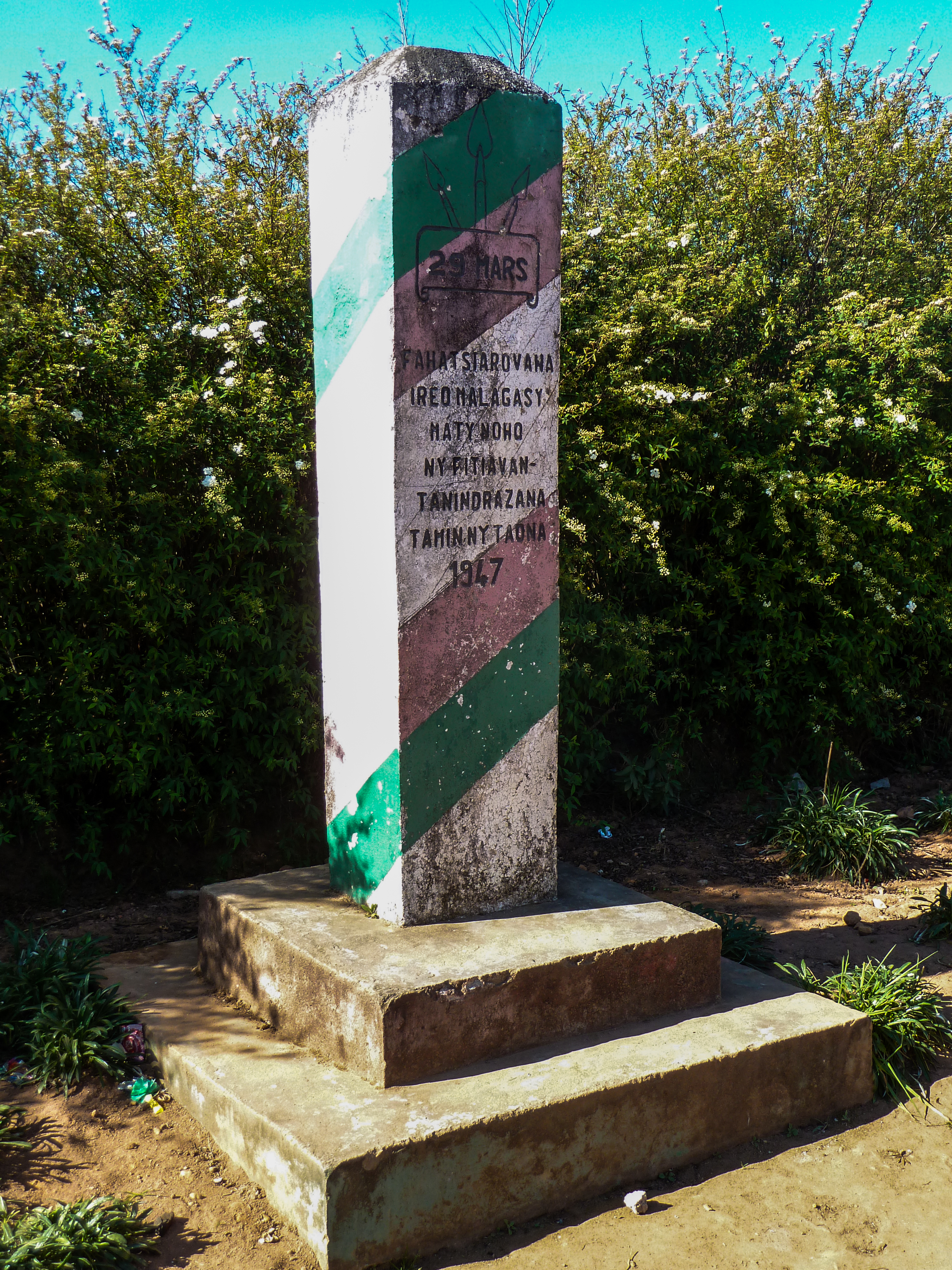
位於安托埃特拉的馬達加斯加起義紀念碑，紀念碑上寫著：「緬懷在1947年因熱愛祖國而犧牲的馬達加斯加人」

马达加斯加起义（法語：Insurrection malgache）是法屬馬達加斯加的马尔加什人試圖推翻法国的統治而發動的舉事。馬達加斯加起義於1947年3月29日爆發，當時马尔加什人進攻位於穆拉曼加和馬納卡拉附近的法國军事基地和种植园。次月马尔加什人的攻勢蔓延至馬達加斯加中部高地和塔那那利佛。马达加斯加起义一直持续到1949年2月，最終马尔加什人的的舉事被鎮壓。